# Rocourt (Haute-Ajoie)
Rocourt (toponimo francese) è una frazione di 156 abitanti del comune svizzero di Haute-Ajoie, nel Canton Giura (distretto di Porrentruy).

## Storia

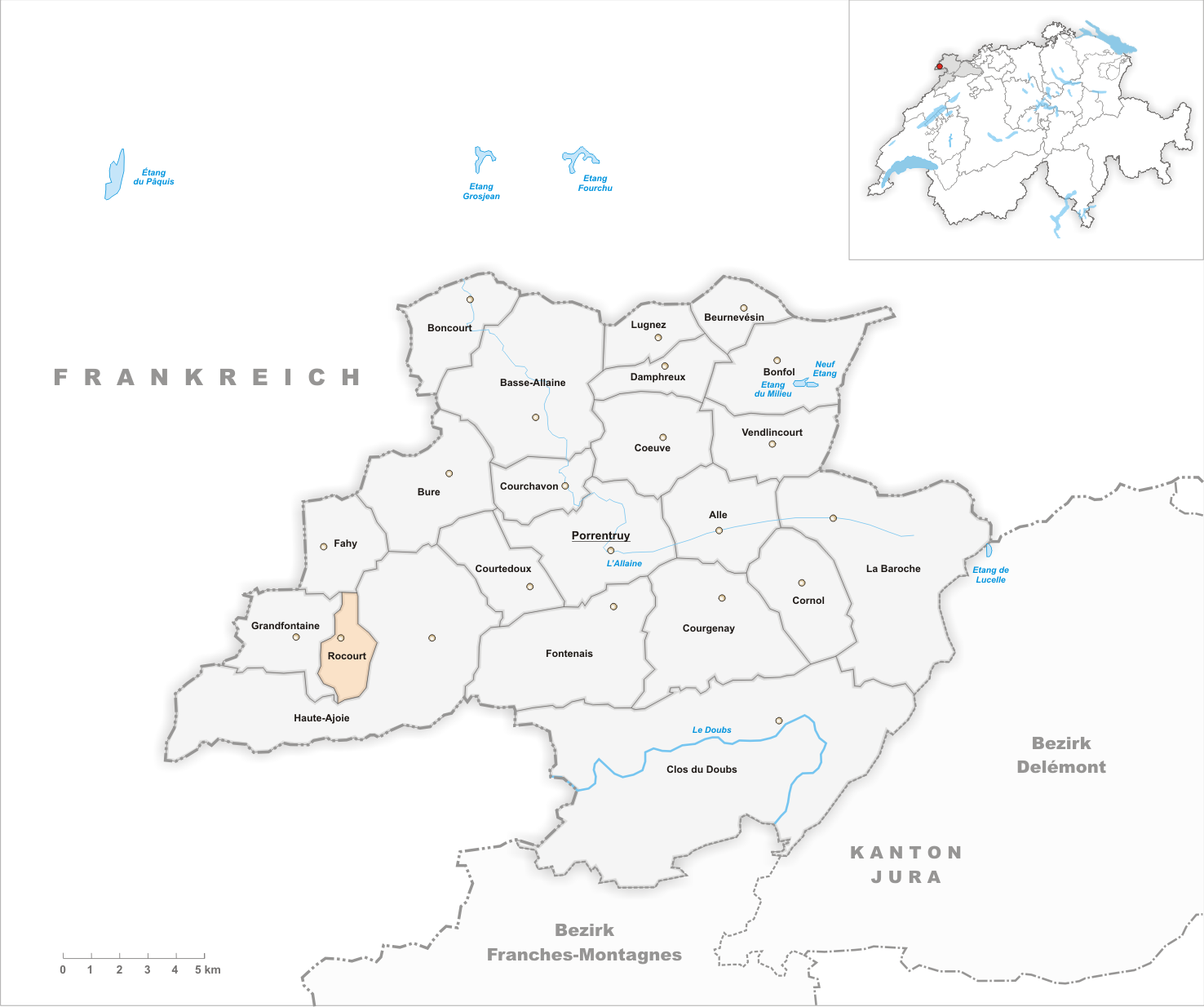
Il territorio del comune di Rocourt prima degli accorpamenti comunali del 2018

Già comune autonomo che si estendeva per 4,48 km², il 1º gennaio 2018 è stato accorpato al comune di Haute-Ajoie.

## Monumenti e luoghi d'interesse

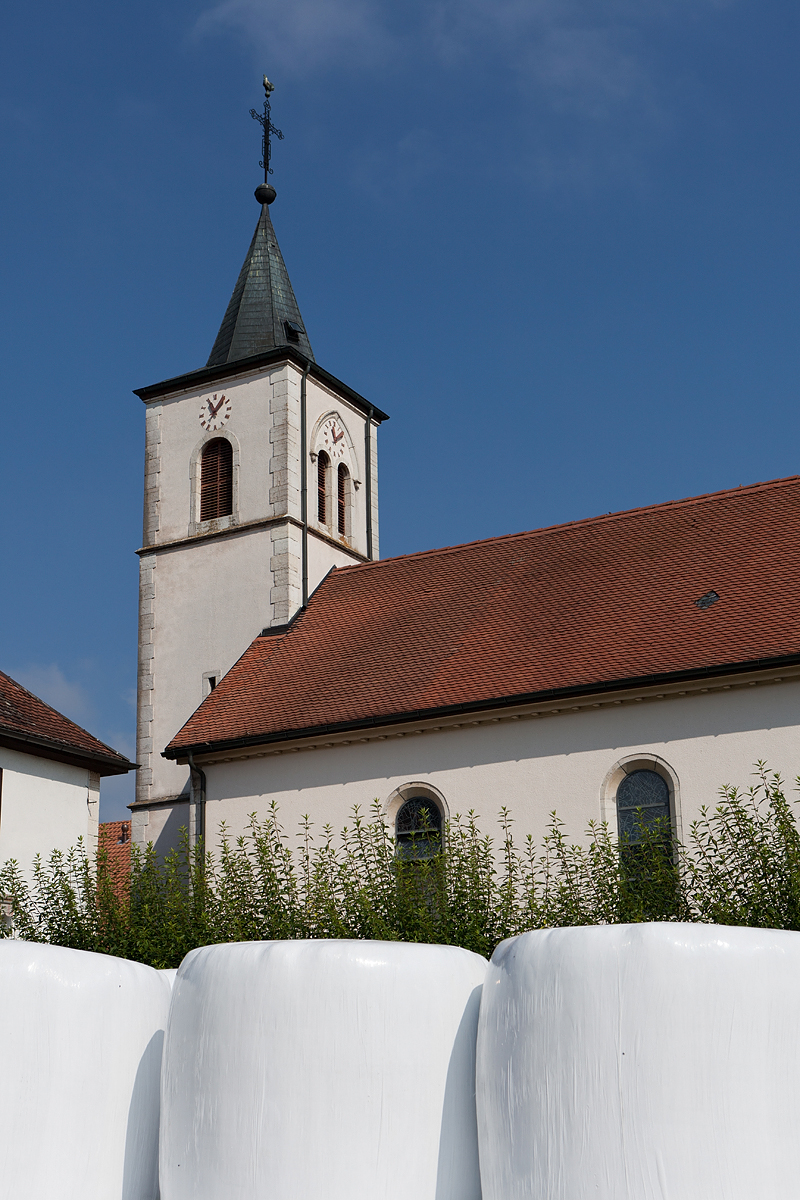
La chiesa di San Francesco Saverio

- Chiesa cattolica di San Francesco Saverio, eretta nel 1857-1859[1].

## Società

### Evoluzione demografica
L'evoluzione demografica è riportata nella seguente tabella:
Abitanti censiti

## Amministrazione
Dal 1836 comune politico e comune patriziale erano uniti nella forma del commune mixte.